# Simulium trivittatum
Simulium trivittatum är en tvåvingeart som beskrevs av Malloch 1914. Simulium trivittatum ingår i släktet Simulium och familjen knott. Inga underarter finns listade i Catalogue of Life.